# Đội tuyển bóng đá U-23 quốc gia Iraq
Đội tuyển bóng đá U-23 quốc gia Iraq (tiếng Anh: Iraq national under-23 football team, còn được gọi là Đội tuyển bóng đá Olympic quốc gia Iraq) là đội tuyển bóng đá dưới 23 tuổi đại diện cho Iraq tại Thế vận hội, Đại hội Thể thao châu Á, Cúp bóng đá U-23 châu Á, Giải vô địch bóng đá U-23 Tây Á và các giải đấu U-23 quốc tế khác. Đội tuyển được quản lý bởi Hiệp hội bóng đá Iraq (IFA).
Đội tuyển U-23 Iraq sở hữu một số thành tích nổi bật như giành vị trí thứ tư tại Thế vận hội Mùa hè 2004 ở Athens, giành huy chương bạc tại Đại hội Thể thao châu Á 2006 ở Doha và huy chương đồng tại Đại hội Thể thao châu Á 2014 ở Incheon. Iraq cũng là nhà vô địch đầu tiên của Cúp bóng đá U-23 châu Á khi lên ngôi ở giải đấu năm 2013.

## Thành tích tại các giải đấu

### Giải đấu Olympic

#### Thế vận hội
| Thế vận hội | Thế vận hội                         | Thế vận hội                         | Thế vận hội                         | Thế vận hội                         | Thế vận hội                         | Thế vận hội                         | Thế vận hội                         | Thế vận hội                         |                                     | Vòng loại                           | Vòng loại                           | Vòng loại                           | Vòng loại                           | Vòng loại                           | Vòng loại |
| Năm         | Kết quả                             | Vị trí                              | ST                                  | T                                   | H*                                  | B                                   | BT                                  | BB                                  | ST                                  | T                                   | H                                   | B                                   | BT                                  | BB                                  |           |
| ----------- | ----------------------------------- | ----------------------------------- | ----------------------------------- | ----------------------------------- | ----------------------------------- | ----------------------------------- | ----------------------------------- | ----------------------------------- | ----------------------------------- | ----------------------------------- | ----------------------------------- | ----------------------------------- | ----------------------------------- | ----------------------------------- | --------- |
| 1900–1988   | Xem đội tuyển bóng đá quốc gia Iraq | Xem đội tuyển bóng đá quốc gia Iraq | Xem đội tuyển bóng đá quốc gia Iraq | Xem đội tuyển bóng đá quốc gia Iraq | Xem đội tuyển bóng đá quốc gia Iraq | Xem đội tuyển bóng đá quốc gia Iraq | Xem đội tuyển bóng đá quốc gia Iraq | Xem đội tuyển bóng đá quốc gia Iraq | Xem đội tuyển bóng đá quốc gia Iraq | Xem đội tuyển bóng đá quốc gia Iraq | Xem đội tuyển bóng đá quốc gia Iraq | Xem đội tuyển bóng đá quốc gia Iraq | Xem đội tuyển bóng đá quốc gia Iraq | Xem đội tuyển bóng đá quốc gia Iraq |           |
| 1992        | Không tham dự                       | Không tham dự                       | Không tham dự                       | Không tham dự                       | Không tham dự                       | Không tham dự                       | Không tham dự                       | Không tham dự                       | Không tham dự                       | Không tham dự                       | Không tham dự                       | Không tham dự                       | Không tham dự                       | Không tham dự                       |           |
| 1996        | Không vượt qua vòng loại            | Không vượt qua vòng loại            | Không vượt qua vòng loại            | Không vượt qua vòng loại            | Không vượt qua vòng loại            | Không vượt qua vòng loại            | Không vượt qua vòng loại            | Không vượt qua vòng loại            | 9                                   | 4                                   | 3                                   | 2                                   | 14                                  | 8                                   |           |
| 2000        | Không vượt qua vòng loại            | Không vượt qua vòng loại            | Không vượt qua vòng loại            | Không vượt qua vòng loại            | Không vượt qua vòng loại            | Không vượt qua vòng loại            | Không vượt qua vòng loại            | Không vượt qua vòng loại            | 4                                   | 1                                   | 2                                   | 1                                   | 7                                   | 10                                  |           |
| 2004        | Hạng tư                             | 4                                   | 6                                   | 3                                   | 0                                   | 3                                   | 9                                   | 8                                   | 10                                  | 5                                   | 1                                   | 4                                   | 17                                  | 12                                  |           |
| 2008        | Không vượt qua vòng loại            | Không vượt qua vòng loại            | Không vượt qua vòng loại            | Không vượt qua vòng loại            | Không vượt qua vòng loại            | Không vượt qua vòng loại            | Không vượt qua vòng loại            | Không vượt qua vòng loại            | 12                                  | 6                                   | 5                                   | 1                                   | 21                                  | 8                                   |           |
| 2012        | Không vượt qua vòng loại            | Không vượt qua vòng loại            | Không vượt qua vòng loại            | Không vượt qua vòng loại            | Không vượt qua vòng loại            | Không vượt qua vòng loại            | Không vượt qua vòng loại            | Không vượt qua vòng loại            | 8                                   | 3                                   | 2                                   | 3                                   | 7                                   | 7                                   |           |
| 2016        | Vòng bảng                           | 12                                  | 3                                   | 0                                   | 3                                   | 0                                   | 1                                   | 1                                   | 10                                  | 7                                   | 2                                   | 1                                   | 27                                  | 11                                  |           |
| 2020        | Không vượt qua vòng loại            | Không vượt qua vòng loại            | Không vượt qua vòng loại            | Không vượt qua vòng loại            | Không vượt qua vòng loại            | Không vượt qua vòng loại            | Không vượt qua vòng loại            | Không vượt qua vòng loại            | 6                                   | 2                                   | 4                                   | 0                                   | 11                                  | 4                                   |           |
| 2024        | Vượt qua vòng loại                  | Vượt qua vòng loại                  | Vượt qua vòng loại                  | Vượt qua vòng loại                  | Vượt qua vòng loại                  | Vượt qua vòng loại                  | Vượt qua vòng loại                  | Vượt qua vòng loại                  | 9                                   | 6                                   | 1                                   | 2                                   | 30                                  | 10                                  |           |
| 2028        | Chưa xác định                       | Chưa xác định                       | Chưa xác định                       | Chưa xác định                       | Chưa xác định                       | Chưa xác định                       | Chưa xác định                       | Chưa xác định                       |                                     |                                     |                                     |                                     |                                     |                                     |           |
| 2032        | Chưa xác định                       | Chưa xác định                       | Chưa xác định                       | Chưa xác định                       | Chưa xác định                       | Chưa xác định                       | Chưa xác định                       | Chưa xác định                       |                                     |                                     |                                     |                                     |                                     |                                     |           |
| Tổng số     | Hạng tư                             | 3/9                                 | 9                                   | 3                                   | 3                                   | 3                                   | 10                                  | 9                                   | 68                                  | 34                                  | 20                                  | 14                                  | 134                                 | 70                                  |           |

| Đại hội Thể thao châu Á | Đại hội Thể thao châu Á             | Đại hội Thể thao châu Á             | Đại hội Thể thao châu Á             | Đại hội Thể thao châu Á             | Đại hội Thể thao châu Á             | Đại hội Thể thao châu Á             | Đại hội Thể thao châu Á             | Đại hội Thể thao châu Á             |
| Năm                     | Kết quả                             | Vị trí                              | ST                                  | T                                   | H*                                  | B                                   | BT                                  | BB                                  |
| ----------------------- | ----------------------------------- | ----------------------------------- | ----------------------------------- | ----------------------------------- | ----------------------------------- | ----------------------------------- | ----------------------------------- | ----------------------------------- |
| 1951–1998               | Xem đội tuyển bóng đá quốc gia Iraq | Xem đội tuyển bóng đá quốc gia Iraq | Xem đội tuyển bóng đá quốc gia Iraq | Xem đội tuyển bóng đá quốc gia Iraq | Xem đội tuyển bóng đá quốc gia Iraq | Xem đội tuyển bóng đá quốc gia Iraq | Xem đội tuyển bóng đá quốc gia Iraq | Xem đội tuyển bóng đá quốc gia Iraq |
| 2002                    | Bị cấm do chiến tranh Vùng Vịnh     | Bị cấm do chiến tranh Vùng Vịnh     | Bị cấm do chiến tranh Vùng Vịnh     | Bị cấm do chiến tranh Vùng Vịnh     | Bị cấm do chiến tranh Vùng Vịnh     | Bị cấm do chiến tranh Vùng Vịnh     | Bị cấm do chiến tranh Vùng Vịnh     | Bị cấm do chiến tranh Vùng Vịnh     |
| 2006                    | Bạc                                 | 2                                   | 9                                   | 6                                   | 1                                   | 2                                   | 17                                  | 3                                   |
| 2010                    | Không tham dự                       | Không tham dự                       | Không tham dự                       | Không tham dự                       | Không tham dự                       | Không tham dự                       | Không tham dự                       | Không tham dự                       |
| 2014                    | Đồng                                | 3                                   | 7                                   | 6                                   | 0                                   | 1                                   | 18                                  | 4                                   |
| 2018                    | Rút lui                             | Rút lui                             | Rút lui                             | Rút lui                             | Rút lui                             | Rút lui                             | Rút lui                             | Rút lui                             |
| Tổng số                 | Á quân                              | 2/4                                 | 16                                  | 12                                  | 1                                   | 3                                   | 35                                  | 7                                   |

| Đại hội Thể thao Đoàn kết Hồi giáo | Đại hội Thể thao Đoàn kết Hồi giáo | Đại hội Thể thao Đoàn kết Hồi giáo | Đại hội Thể thao Đoàn kết Hồi giáo | Đại hội Thể thao Đoàn kết Hồi giáo | Đại hội Thể thao Đoàn kết Hồi giáo | Đại hội Thể thao Đoàn kết Hồi giáo | Đại hội Thể thao Đoàn kết Hồi giáo | Đại hội Thể thao Đoàn kết Hồi giáo |
| Năm                                | Kết quả                            | Vị trí                             | ST                                 | T                                  | H*                                 | B                                  | BT                                 | BB                                 |
| ---------------------------------- | ---------------------------------- | ---------------------------------- | ---------------------------------- | ---------------------------------- | ---------------------------------- | ---------------------------------- | ---------------------------------- | ---------------------------------- |
| 2005                               | Không tham dự                      | Không tham dự                      | Không tham dự                      | Không tham dự                      | Không tham dự                      | Không tham dự                      | Không tham dự                      | Không tham dự                      |
| 2013                               | Vòng bảng                          | 7                                  | 3                                  | 0                                  | 2                                  | 1                                  | 4                                  | 5                                  |
| 2017                               | Không tham dự                      | Không tham dự                      | Không tham dự                      | Không tham dự                      | Không tham dự                      | Không tham dự                      | Không tham dự                      | Không tham dự                      |
| Tổng số                            | Vòng bảng                          | 1/3                                | 3                                  | 0                                  | 1                                  | 2                                  | 4                                  | 5                                  |

| Cúp bóng đá U-23 châu Á | Cúp bóng đá U-23 châu Á | Cúp bóng đá U-23 châu Á | Cúp bóng đá U-23 châu Á | Cúp bóng đá U-23 châu Á | Cúp bóng đá U-23 châu Á | Cúp bóng đá U-23 châu Á | Cúp bóng đá U-23 châu Á | Cúp bóng đá U-23 châu Á |               | Vòng loại | Vòng loại | Vòng loại | Vòng loại | Vòng loại | Vòng loại |
| Năm                     | Kết quả                 | Vị trí                  | ST                      | T                       | H*                      | B                       | BT                      | BB                      | ST            | T         | H         | B         | BT        | BB        |           |
| ----------------------- | ----------------------- | ----------------------- | ----------------------- | ----------------------- | ----------------------- | ----------------------- | ----------------------- | ----------------------- | ------------- | --------- | --------- | --------- | --------- | --------- | --------- |
| 2013                    | Vô địch                 | 1st                     | 6                       | 6                       | 0                       | 0                       | 9                       | 2                       | 5             | 3         | 2         | 0         | 12        | 3         |           |
| 2016                    | Hạng ba                 | 3rd                     | 6                       | 4                       | 1                       | 1                       | 12                      | 7                       | 4             | 3         | 1         | 0         | 15        | 4         |           |
| 2018                    | Tứ kết                  | 6th                     | 4                       | 2                       | 2                       | 0                       | 8                       | 4                       | 3             | 3         | 0         | 0         | 12        | 1         |           |
| 2020                    | Vòng bảng               | 10th                    | 3                       | 0                       | 3                       | 0                       | 4                       | 4                       | 3             | 2         | 1         | 0         | 7         | 0         |           |
| 2022                    | Tứ kết                  | 6th                     | 4                       | 1                       | 3                       | 0                       | 7                       | 5                       | 2             | 2         | 0         | 0         | 7         | 0         |           |
| 2024                    | Hạng ba                 | 3rd                     | 6                       | 4                       | 0                       | 2                       | 9                       | 8                       | 3             | 2         | 1         | 0         | 21        | 2         |           |
| 2026                    | Chưa xác định           | Chưa xác định           | Chưa xác định           | Chưa xác định           | Chưa xác định           | Chưa xác định           | Chưa xác định           | Chưa xác định           | Chưa xác định | 0         | 0         | 0         | 0         | 0         | 0         |
| Tổng số                 | Vô địch                 | 6/6                     | 29                      | 17                      | 9                       | 3                       | 49                      | 30                      | 20            | 15        | 5         | 0         | 74        | 10        |           |

| Giải vô địch bóng đá U-23 Tây Á | Giải vô địch bóng đá U-23 Tây Á | Giải vô địch bóng đá U-23 Tây Á | Giải vô địch bóng đá U-23 Tây Á | Giải vô địch bóng đá U-23 Tây Á | Giải vô địch bóng đá U-23 Tây Á | Giải vô địch bóng đá U-23 Tây Á | Giải vô địch bóng đá U-23 Tây Á | Giải vô địch bóng đá U-23 Tây Á |               |
| Năm                             | Kết quả                         | Vị trí                          | ST                              | T                               | H*                              | B                               | BT                              | BB                              |               |
| ------------------------------- | ------------------------------- | ------------------------------- | ------------------------------- | ------------------------------- | ------------------------------- | ------------------------------- | ------------------------------- | ------------------------------- | ------------- |
| 2015                            | Không tham dự                   | Không tham dự                   | Không tham dự                   | Không tham dự                   | Không tham dự                   | Không tham dự                   | Không tham dự                   | Không tham dự                   | Không tham dự |
| 2021                            | Bán kết                         | 3rd                             | 4                               | 2                               | 1                               | 1                               | 5                               | 3                               |               |
| 2022                            | Không tham dự                   | Không tham dự                   | Không tham dự                   | Không tham dự                   | Không tham dự                   | Không tham dự                   | Không tham dự                   | Không tham dự                   | Không tham dự |
| 2023                            | Vô địch                         | 1st                             | 4                               | 2                               | 2                               | 0                               | 7                               | 3                               |               |
| 2024                            | Hạng sáu                        | 6th                             | 3                               | 0                               | 1                               | 2                               | 3                               | 6                               |               |
| Tổng số                         | Vô địch                         | 3/5                             | 11                              | 4                               | 4                               | 3                               | 15                              | 12                              |               |

## Các danh hiệu

### Giải đấu chính
- Thế vận hội

Hạng tư: 2004
- Đại hội Thể thao châu Á

Huy chương bạc:  2006
Huy chương đồng:  2014
- Cúp bóng đá U-23 châu Á

Vô địch: 2013
Hạng ba: 2016, 2024
- Giải vô địch bóng đá U-23 Tây Á

Vô địch: 2023

### Giải đấu khác
- Emir Abdullah Al-Faisal Cup

Vô địch: 2003
- Rajiv Gandhi Gold Cup

Vô địch: 1998